# Bălăbănești (okręg Gałacz)
Bălăbănești – wieś w Rumunii, w okręgu Gałacz, w gminie Bălăbănești. W 2011 roku liczyła 1331 mieszkańców.